# Foguete de combustível líquido

Diagrama simplificado do combustível líquido do foguete.
1. Combustível do foguete.
2. Oxidante.
3. As bombas transportam o combustível e o oxidante.
4. A Câmara de combustão mistura e queima os dois líquidos.
5. O escapamento quente é sufocado pela garganta, o que, entre outras coisas, determina a quantidade de impulso produzido.
6. O escape sai do foguete.

Um foguete com propelente líquido ou um foguete líquido utiliza um motor com propelente líquido. Os líquidos são desejáveis porque possuem uma densidade razoavelmente alta e um impulso específico alto (Isp). Isso permite que o volume dos tanques de propelente seja relativamente baixo. Também é possível usar centrífugas leves para bombear o propelente dos tanques para a câmara de combustão, o que significa que os propelentes podem ser mantidos sob baixa pressão. Isso permite o uso de tanques de propulsão de baixa massa, resultando em uma alta razão de massa para o foguete.
Às vezes, um gás inerte armazenado em um tanque em alta pressão é usado em vez de bombas em pequenos motores mais simples para forçar os propelentes para a câmara de combustão. Esses motores podem ter uma taxa de massa mais baixa, mas geralmente são mais confiáveis e, portanto, são amplamente utilizados em satélites para manutenção em órbita.
Foguetes líquidos podem ser foguetes monopropelentes usando um único tipo de propelente, ou foguetes bipropelentes usando dois tipos. Foguete tripropulsor usando três tipos de propelentes são raros. Alguns projetos são throttleable para operação de empuxo variável e alguns podem ser reiniciados após um desligamento anterior no espaço. Propelentes líquidos também são usados em foguetes híbridos, com algumas das vantagens de um foguete sólido.

## História
A ideia do foguete líquido, como é conhecido no contexto moderno, primeiro aparece no livro “The Exploration of Cosmic Space by Means of Reaction Devices” (A exploração do espaço cósmico pelos meios de dispositivos de reação) pelo professor  Konstantin Tsiolkovsky. Esse tratado influente na Astronáutica foi publicado em maio de 1903, mas não foi distribuído fora da Rússia até anos depois, e os cientistas russos prestaram pouca atenção a isso.
O primeiro voo do foguete de propelente líquido aconteceu em 16 de março, 1926 em Auburn, Massachusetts, quando o professor americano Dr. Robert H. Goddard lançou um veículo usando oxigênio líquido e gasolina como propelente. O foguete, que foi denominado “Nell”, subiu apenas 41 pés durante 2.5 segundos de voo que caiu em um campo de repolho, mas foi importante para uma demonstração que foguete de propelente líquido era uma possibilidade. Goddard propôs propelente líquido 15 anos antes e começou a experimentar com eles em 1921. O alemão-romeno Hermann Oberth publicou um livro em 1922 sugerindo o uso de propelente líquido.
Na Alemanha, engenheiros e cientistas começaram a ficar encantados com os foguetes de propelente líquido, construíram e testaram eles no início dos anos 1930, em um campo perto de Berlim. Esse grupo amador, os VfR, incluíram Wernher von Braun, que se tornou o chefe da estação de pesquisa do exército que projetou os foguetes V-2 para os nazistas.
No final da década de 1930, o uso do foguete propulsor para voo tripulado começou a ser seriamente experimentado, como o Heinkel He 176 alemão fez o primeiro voo tripulado com foguete usando um motor de foguete a combustível líquido, projetado pelo engenheiro aeronáutico alemão Hellmuth Walter em 20 de junho de 1939. A única aeronave de combate movida a foguete produzida que já se utilizou no serviço militar, o Me 163 Komet em 1944-45, também usou um motor de foguete a combustível projetado por Walter, o Walter HWK 109-509, que produziu até 1.700 kgf (16,7 kN) impulso à potência máxima.
Depois da Segunda Guerra Mundial, o governo Americano e sua administração militar começaram considerar, seriamente,  foguetes de propelente líquido como armas e foi iniciado o investimento neles. A União Soviética fez o mesmo, e assim começou a corrida espacial.

## Tipos
Foguetes de combustíveis líquidos foram construídos como um foguete monopropulsor utilizando um único tipo de propelente, um  foguete bipropulsor utilizando dois tipos de propelente, ou os mais exóticos foguetes tripropulsores, utilizando três tipos de propelente.
Os foguetes bipropelentes líquidos ou bipropulsores geralmente usam um combustível líquido, como hidrogênio líquido ou um hidrocarboneto como RP-1, e um liquido oxidante, como oxigênio líquido. O motor pode ser um motor de foguete criogênico no qual o combustível e o oxidante, como o hidrogênio e o oxigênio, são gases os quais foram liquefeitos a uma temperatura muita baixa.
Foguetes com propulsor líquido podem ser acelerados (impulso variado) em tempo real, e ter controle da proporção da mistura (proporção na qual o oxidante e o combustível são misturados); eles também podem ser desligados e, com um sistema de ignição adequado ou propulsor auto-inflamável, reiniciados.
Foguete de combustível híbrido aplica um oxidante líquido ou gasoso a um combustível sólido.:354–356

## Princípios de operação
Todos os motores de foguete líquido possuem tanque e tubos para armazenar e transferir propelente, um sistema injetor, uma câmara de combustão que é tipicamente cilíndrica e uma (às vezes duas ou mais) tubeira. Os sistemas líquidos permitem maior impulso específico do que os motores de foguetes sólidos e híbridos e podem fornecer uma eficiência de tanque muito alta.
Diferentemente dos gases, um propulsor líquido típico tem uma densidade semelhante à da água, aproximadamente 0,7–1,4g / cm³ (exceto hidrogênio líquido que possui uma densidade muito menor)], enquanto exige apenas relativamente modesta  pressão para impedir a vaporização. Essa combinação de densidade e baixa pressão permite uma tanque muito leve; aproximadamente 1% do conteúdo para propelentes densos e cerca de 10% para hidrogênio líquido (devido a sua baixa densidade e a massa do isolamento necessário).
Para injeção na câmara de combustão, a pressão do propulsor nos injetores precisa ser maior que a pressão da câmara; isso pode ser alcançado com uma bomba. As bombas adequadas geralmente usam bombas centrífugas (Turbobombas) devido à sua alta potência e peso leve, embora outras tenham sido empregadas no passado. As turbobombas geralmente são extremamente leves e podem oferecer excelente desempenho; com um peso na Terra bem abaixo de 1% do impulso. De fato, no motor de foguete a taxa empuxo / peso, incluindo uma turbobomba, chegou a 155: 1 com o motor de foguete SpaceX Merlin 1D e até 180: 1 com a versão a vácuo
Como alternativa, em vez de bombas, um tanque pesado de gás inerte de alta pressão, como o hélio, pode ser usado; mas o delta-v que o estágio pode atingir geralmente é muito menor devido à massa extra do tanque, reduzindo o desempenho; mas para alta altitude ou vácuo, a massa da tanque pode ser aceitável.
Os principais componentes de um motor de foguete são, portanto, a câmara de combustão (câmara de impulso), ignitor pirotécnico, sistema de alimentação do propelente, válvulas, reguladores, tanques de propulsão e as tubeiras. Em termos de alimentação de propelente para a câmara de combustão, os motores de propulsão líquida são alimentados por pressão ou alimentados por bomba e esses motores alimentados por bomba trabalham em um  ciclo de gerador de gás, um ciclo de combustão em estágios ou um ciclo expansor.
Um motor de foguete líquido pode ser testado antes do uso, enquanto que para um motor de foguete sólido, uma rigorosa gestão da qualidade deve ser aplicada durante a fabricação para garantir alta confiabilidade. Um motor de foguete líquido também pode geralmente ser reutilizado em vários vôos, como em Space Shuttle e Foguetes da série Falcon 9.

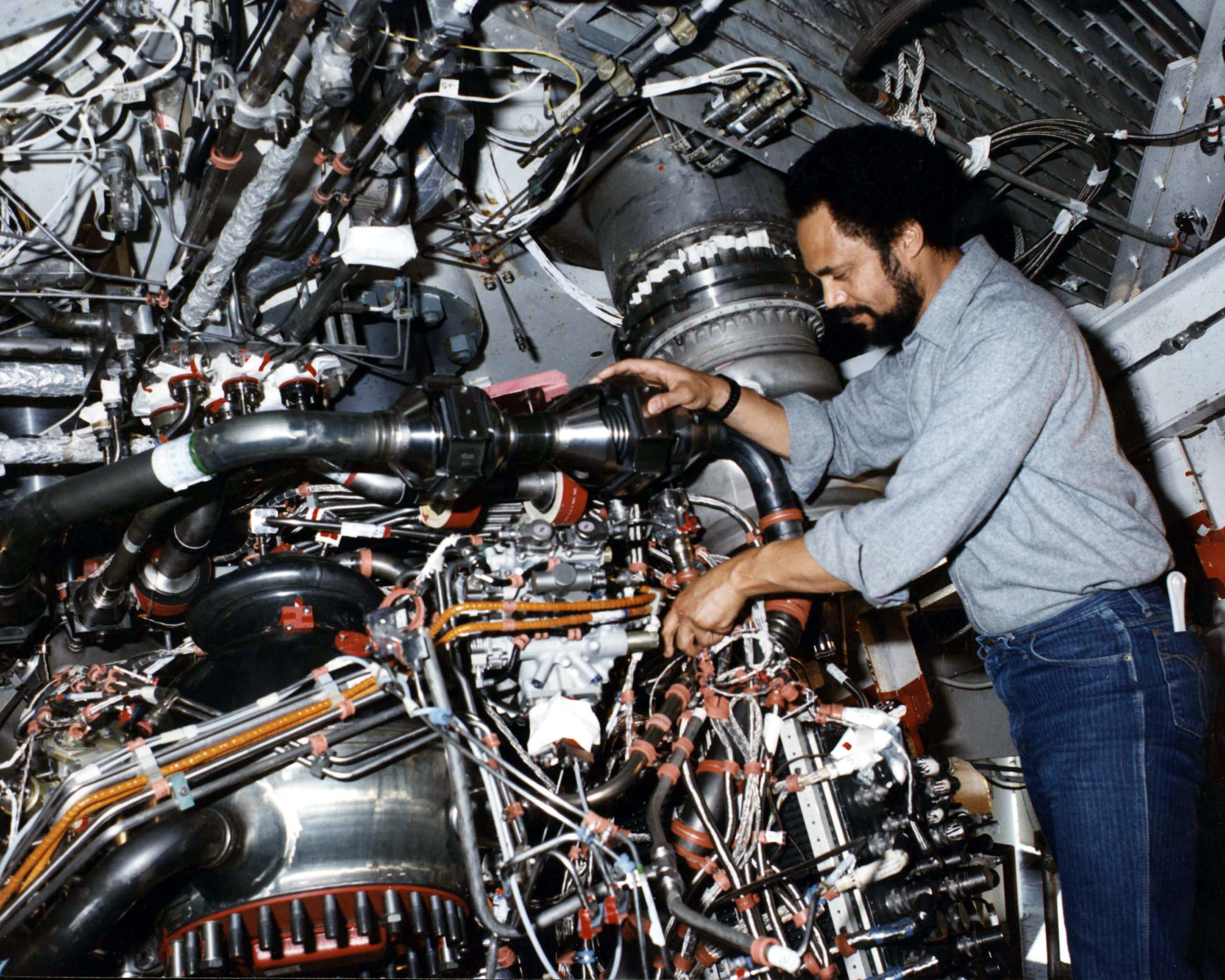
Bipropellant liquid rockets are simple in concept but due to high temperatures and high speed moving parts, very complex in practice.

O uso de propelentes líquidos pode estar associado a vários problemas:
- Como o propelente é uma proporção muito grande da massa do veículo, o centro de massa muda significativamente para trás à medida que o propelente é usado; normalmente, perderá o controle do veículo se sua massa central se aproximar demais do centro de arrasto.
- Quando operado em uma atmosfera, a pressurização dos tanques propulsores de paredes muito finas geralmente deve garantir sempre pressão manométrica positiva para evitar colapso catastrófico do tanque.
- Os propulsores líquidos estão sujeitos a slosh, que freqüentemente leva à perda de controle do veículo. Isso pode ser controlado com defletores de escória nos tanques, bem como leis de controle criteriosas no sistema de orientação.
- Eles podem sofrer de pogo oscillation onde o foguete sofre ciclos não comandados de aceleração.
- Os propulsores líquidos geralmente precisam de ullage motors quando em gravidade zero ou durante a preparação para evitar a entrada de gás nos motores na partida. Eles também estão sujeitos a vórtice dentro do tanque, principalmente no final da queima, o que também pode resultar na sucção de gás no motor ou na bomba.
- Os propulsores líquidos podem vazar, especialmente hidrogênio, possivelmente levando à formação de uma mistura explosiva.
- Turbopumps para bombear propelentes líquidos é complexo no design e pode sofrer falhas sérias, como velocidade excessiva se eles secarem ou derramar fragmentos em alta velocidade se partículas de metal do processo de fabricação entrarem na bomba.
- Propelentes criogênicos, como oxigênio líquido, congela o vapor de água atmosférico. Isso pode danificar ou bloquear as vedações e válvulas e pode causar vazamentos e outras falhas. Evitar esse problema geralmente requer procedimentos prolongados de "desaquecimento", que tentam remover o máximo de vapor possível do sistema. O gelo também pode se formar na parte externa do tanque e, mais tarde, cair e danificar o veículo. O isolamento externo da espuma pode causar problemas, como mostra o desastre do Space Shuttle Columbia. Propelentes não criogênicos não causam tais problemas.
- Propelentes líquidos são não armazenáveis e requerem uma preparação considerável imediatamente antes do lançamento. Isso os torna menos práticos do que os foguetes sólidos para a maioria dos sistemas de armas.

## Propelentes
Inúmeras combinações entre combustíveis e oxidantes vêm sendo testadas ao longo dos anos. Entre os mais comuns e práticos, temos :

### Criogênicos
• Oxigênio líquido (LO2) e hidrogênio líquido (H2)
- Motores principais do Ônibus Espacial, palco principal do Ariane 5 e segundo estágio do Ariane 5 ECA, BE-3 do New Shepard da Blue Origin, o primeiro e o segundo estágio do Delta IV, os estágios superiores do Ares I, segundo e terceiro estágios de Saturno V, Saturno IB e Saturno I, bem como o estágio de foguete Centaur, o primeiro estágio e o segundo estágio do H-II, H-IIA, H- IIB e o estágio superior do GSLV Mk-II e GSLV Mk-III. As principais vantagens dessa mistura é uma combustão limpa, pois o único produto formado é vapor de água(H2O), e o seu alto desempenho.
• Oxigênio líquido (LOX) e metano líquido (CH4, gás natural liquefeito, GNL)
- Motores Raptor em desenvolvimento, da SpaceX,  e BE-4, da Blue Origin.
Apesar de ser uma das misturas mias eficientes, oxigênio e hidrogênio, sofre com as temperaturas extremamente baixas necessárias para armazenar o hidrogênio líquido (em torno de 20 K ou -253,2 ° C ou -423,7 ° F) e com a densidade do combustível ser muito baixa, exigindo, assim, tanques grandes que também devem ser leves e isolantes. O leve isolamento de espuma no tanque externo do Ônibus Espacial levou à destruição do Ônibus Espacial Columbia, quando uma peça se soltou, danificou sua asa e causou sua quebra na reentrada na atmosfera.
O GNL, Metano líquido, tem várias vantagens sobre o Hidrogênio líquido. Seu desempenho (impulso específico máximo) é menor que o de Hidrogênio líquido, porém maior que o do Querosene refinado e dos propulsores sólidos. Além disso, sua maior densidade fornece taxas de empuxo / volume mais altas que o do Hidrogênio líquido, e de semelhantes combustíveis de hidrocarbonetos, como o Querosene refinado. Isso o torna especialmente destaque para sistemas de lançamento reutilizáveis, pois uma densidade maior permite motores, tanques de combustível e sistemas associados menores. O GNL é mais barato, estando prontamente disponível em grandes quantidades. Pode ser armazenado por períodos mais prolongados e é menos explosivo que o Hidrogênio líquido.

### Semi-criogênicos
- O Oxigênio líquido e o Querosene refinado - O primeiro estágio do Saturn V, foguete Zenit, veículos derivados do R-7, incluindo os estágios da Soyuz, Delta, Saturn I e Saturn IB, os foguetes Titan I e Atlas, Falcon 1 e Falcon 9.

- Oxigênio líquido e Álcool (etanol, C2H5OH) – Os primeiros foguetes a combustível líquido, como o alemão, utilizado na Segunda Guerra Mundial, A4, também conhecido como V-2 e Redstone

- Oxigênio líquido e Gasolina - O primeiro foguete de combustível líquido de Robert Goddard

- Oxigênio líquido e Monóxido de Carbono (CO) - Proposto para um veículo funil de Marte (com um impulso específico de aproximadamente 250 s), principalmente porque o monóxido de carbono e o oxigênio podem ser produzidos diretamente pela eletrólise de zircônia da atmosfera marciana sem a necessidade do uso de qualquer um dos recursos hídricos marcianos para obter hidrogênio.[5]

### Hipergólicos
• T-Stoff (80% de peróxido de hidrogênio, H2O2 como oxidante) e C-Stoff (metanol, CH3OH e hidrato de hidrazina, N2H4 • n (H2O) como combustível) - usado para o Hellmuth-Walter-Werke HWK 109- A família de motores 509A, -B e -C usada no Messerschmitt Me 163B Komet, um avião operacional de caça-foguetes da Segunda Guerra Mundial, e Ba 349 Natter possuíam protótipos de interceptores VTO.
• Ácido nítrico (HNO3) e querosene - protótipos do caça soviético BI-1 e MiG I-270, Scud-A, também conhecido como SS-1 SRBM
• Ácido nítrico fumegante vermelho inibido (IRFNA, HNO3 + N2O4) e dimetil hidrazina assimétrica (UDMH, (CH3) 2N2H2) - Scud-C soviético, também conhecido como SS-1-c, -d, -e
• Ácido nítrico 73% com tetróxido de dinitrogênio 27% (AK27) e mistura de querosene / gasolina (TM-185) - vários mísseis balísticos russos (URSS) de guerra fria (R-12, Scud-B, -D), Irã: Shahab -5, Coréia do Norte: Taepodong-2
• Peróxido de alto teste (H2O2) e querosene - Reino Unido (década de 1970) Black Arrow, EUA Desenvolvimento (ou estudo): BA-3200
• Hidrazina (N2H4) e ácido nítrico fumegante vermelho - MIM-3 Nike Ajax Antiaircraft Rocket
• Dimetil-hidrazina assimétrica (UDMH) e tetróxido de dinitrogênio (N2O4) - Proton, Rokot, longo de 2 de março (usado para lançar veículos da tripulação de Shenzhou).
• Aerozina 50 (50% UDMH, 50% hidrazina) e tetróxido de dinitrogênio (N2O4) - Titãs 2–4, módulo lunar Apollo, módulo de serviço Apollo, módulo de serviço Apollo, sondas interplanatárias (como Voyager 1 e Voyager 2)
• Monometil-hidrazina (MMH, (CH3) HN2H2) e tetróxido de dinitrogênio (N2O4) - motores do sistema de manobra orbital (OMS) do orbital do ônibus espacial e propulsores do sistema de controle de reação (RCS). Os motores Draco e SuperDraco da SpaceX para a sonda Dragon.
Para ICBMs armazenáveis e para a maioria das naves espaciais, incluindo veículos tripulados, sondas planetárias e satélites, o armazenamento de propulsores criogênicos por períodos prolongados é inviável. Por esse motivo, misturas de hidrazina ou seus derivados em combinação com óxidos de nitrogênio são geralmente usadas para tais aplicações, mas são tóxicas e cancerígenas. Consequentemente, para melhorar o manuseio, alguns veículos da tripulação, como o Dream Chaser e a Space Ship Two planejam usar foguetes híbridos com combinações de combustível e oxidante não tóxicos.

## Injetores
A implementação de injetores em foguetes líquidos determinou a porcentagem da performance teórica do bico que pode ser alcançada. Uma má performance no injetor faz com que o propelente não seja queimado ao sair do motor, dando uma má eficácia.
Adicionalmente, injetores geralmente são chaves para reduzir cargas térmicas no bico; aumentando a proporção de combustível ao redor da borda da câmara, o que proporciona mais baixas temperaturas nas paredes do bico.

### Tipos de injetores
Injetores podem ser simples como o número de buracos de pequeno diâmetro, organizados e cuidadosamente construídos, através dos quais o combustível e o oxidante viaja. A velocidade do fluxo é determinada pela raiz quadrada da queda de pressão nos injetores, a forma do buraco e outros detalhes, como a densidade do propelente.
Os primeiros injetores usado em um foguete V-2 criaram jatos paralelos de combustível e oxidante que queimaram na câmara. Isso resultou em uma baixa eficiência.
Injetores, atualmente, consistem classicamente de um número de pequenos buracos que apontam jatos de combustível e oxidante para que colidam em um ponto no espaço a uma curta distância da placa do injetor. Isso ajuda quebrar o fluxo em pequenas gotas que queimam facilmente.
Os principais tipos de injetores são: 
- Shower head
- Self-impinging doublet
- Cross-impinging triplet
- Cetripetal or swirling
- Injetor com pino

### Estabilidade de combustão
Para evitar instabilidades como ruídos no motor, que é oscilação de velocidade relativamente baixa, o motor tem que ser projetado com queda de pressão suficiente nos injetores para tornar o fluxo amplamente independente da pressão da câmara. Essa queda de pressão é normalmente alcançada usando pelo menos 20% da pressão da câmara nos injetores. 
Mesmo assim, particularmente em motores maiores, a oscilação da combustão de alta velocidade é facilmente desencadeada, e esses não são bem entendidos. Essas oscilações de alta velocidade tendem a interromper a camada limite do gás do motor, e isso pode fazer com que o sistema de refrigeração falhe rapidamente, destruindo o motor. Esses tipos de oscilação são muito mais comuns em grandes motores, e atormentou o desenvolvimento da Saturno 5, mas finalmente foram superados. 
Algumas câmaras de combustão, como o motor RS-25, usou os ressonadores de Helmholtz como mecanismo de amortecimento para impedir específicas frequências ressonantes cresçam.
Para impedir esses problemas, o design do injetor RS-25 se esforçou bastante para vaporizar o propelente antes da injeção na câmara de combustão. Embora muitos outros recursos tenham sido utilizados para garantir que as instabilidades não ocorram, pesquisas posteriores mostraram que esses recursos eram desnecessários e a combustão da fase gasosa funcionava de maneira confiável.
Testes para estabilidade envolveram o uso de pequenos explosivos, frequentemente. Esses eram detonados dentro da câmara durante a operação, e isso causava excitação por impulso. Examinando o traço de pressão da câmara foi rapidamente determinado o quão rápido os efeitos de perturbação dissipam-se. É possível estimar as características de estabilidade e do projeto da câmara, se necessário.

## Ciclos do motor

### Opções de ciclos do motor
Para foguetes com propulsor líquido, quatro maneiras diferentes de alimentar a injeção do propulsor na câmara são de uso comum. 
O combustível e o oxidante devem ser bombeados para a câmara de combustão contra a pressão dos gases quentes que estão sendo queimados, e a potência do motor é limitada pela taxa na qual o propulsor pode ser bombeado para a câmara de combustão. Para uso atmosférico ou de lançador, alta pressão e, portanto, alta potência, os ciclos do motor são desejáveis para minimizar resistência aerodinâmica. Para uso orbital, ciclos de menor energia são geralmente bons.
Ciclo de tanque pressurizadoOs propulsores são forçados a entrar em tanques pressurizados (relativamente pesados). Os tanques pesados significam que uma pressão relativamente baixa é ideal, limitando a potência do motor, mas todo o combustível é queimado, permitindo uma alta eficiência. O pressurizante utilizado é frequentemente hélio devido à sua falta de reatividade e baixa densidade. Exemplos: AJ-10, usado no ônibus espacial Space Shuttle OMS, Apollo  MCSP e no segundo estágio do Delta II.
Motor alimentado por bombas elétricasEle usa um motor elétrico, geralmente um motor de corrente contínua sem escovas, para acionar a bomba hidráulica. O motor elétrico é alimentado por uma bateria. É relativamente simples de implementar e reduz a complexidade do projeto da [turbomáquina], mas à custa da massa seca extra da bateria. O exemplo de mecanismo é o  Rutherford.
 Ciclo do gerador de gásuma pequena porcentagem dos propelentes é queimada em um pré-queimador para alimentar uma turbina e, em seguida, é exaurida por um bico separado ou abaixo do bico principal. Isso resulta em uma redução na eficiência, uma vez que o escapamento contribui com pouco ou nenhum impulso, mas as turbinas da bomba podem ser muito grandes, permitindo motores de alta potência. Exemplos: Saturn V ' F-1 e J-2 , Delta IV 's  RS-68, Ariane 5' s HM7B, Falcon 9 v1.1 é  Merlin.
Ciclo Tap-Off "DerivaçãoRetira gases quentes da principal câmara de combustão do motor de foguete e os direciona através das turbinas do motor [turbobomba] para bombear combustível e, em seguida, é exaurido. Como nem todo combustível flui através da câmara principal de combustão, o ciclo de derivação é considerado um motor de ciclo aberto. Exemplos incluem J-2S e BE-3.
Ciclo expansorO combustível criogênico (hidrogênio ou metano) é usado para resfriar as paredes da câmara de combustão e do bico. O calor absorvido vaporiza e expande o combustível que é então usado para acionar as turbobombas antes de entrar na câmara de combustão, permitindo alta eficiência, ou é sangrado ao mar, permitindo turbinas de maior potência. O calor limitado disponível para vaporizar o combustível restringe a potência do motor. Exemplos: RL10 para segundos segundos Atlas V e Delta IV (ciclo fechado), H-II 'LE-5 (ciclo de sangria).
Ciclo de combustão em estágiosUma mistura rica em combustível ou oxidante é queimada em um pré-queimador e, em seguida, aciona turbobombas, e esse escapamento de alta pressão é alimentado diretamente na câmara principal, onde o restante do combustível ou oxidante sofre combustão, permitindo pressões e eficiências muito altas. Exemplos: SSME, RD-191, LE-7.

### Compensações do ciclo do motor
A seleção de um ciclo do motor é uma das etapas anteriores para o design do motor de foguete. Uma série de compensações surge dessa seleção, algumas das quais incluem:
|                | Tipo de ciclo                                                                       | Tipo de ciclo | Tipo de ciclo                                                                          | Tipo de ciclo |
| Gerador de gás | Ciclo do expansor                                                                   | Combustão em estágios | Alimentado por pressão                                                                 | |
| -------------- | ----------------------------------------------------------------------------------- | --- | -------------------------------------------------------------------------------------- | --- |
| Vantagens      | Simples; baixa massa seca; permite turbobombas de alta potência para altas pressões | Impulso específico alto; complexidade bastante baixa | Impulso específico alto; altas pressões da câmara de combustão, permitindo alto empuxo | Simples; sem turbinas; baixa massa seca; impulso específico alto                                                                  |
| Desvantagens   | Menor impulso específico                                                            | Deve ser usado combustível criogênico; transferência de calor para o combustível limita a energia disponível para a turbina e, portanto, o empuxo do motor | Maior complexidade                                                                     | A pressão do tanque limita a pressão e a pressão da câmara de combustão; tanques pesados e equipamento de pressurização associado |

## Arrefecimento
Os injetores são geralmente dispostos de forma que uma camada rica em combustível seja criada na parede da câmara de combustão. Isso reduz a temperatura na câmara de combustão, seguindo para a garganta e ao longo da tubeira, permitindo o funcionamento da câmara de combustão a uma pressão maior, em que possibilita o uso de um bico com uma taxa de expansão mais alta, fornecendo, assim, um ISP (Impulso específico) mais alto e um melhor desempenho do sistema. Além disso, um motor de foguete líquido geralmente emprega o resfriamento regenerativo, em que usa o combustível ou o oxidante para resfriar a câmara e o bico, sendo o uso do oxidante para tal fim menos usual.

## Ignição
A ignição pode ser realizada de várias maneiras, mas talvez com propelentes líquidos é necessária uma fonte de ignição mais consistente e significativa; um atraso de ignição (em alguns casos tão pequeno quanto) algumas dezenas de milissegundos pode causar sobrepressão da câmara devido ao excesso de propelente. Um início difícil pode até causar a explosão de um motor.
Geralmente, os sistemas de ignição tentam aplicar chamas na superfície do injetor, com um fluxo de massa de aproximadamente 1% do fluxo de massa total da câmara.
Às vezes, intertravamentos de segurança são usados para garantir a presença de uma fonte de ignição antes da abertura das válvulas principais; no entanto, a confiabilidade dos intertravamentos pode, em alguns casos, ser menor que o sistema de ignição. Portanto, depende se o sistema deve falhar com segurança ou se o sucesso geral da missão é mais importante. Os intertravamentos raramente são usados para estágios superiores não tripulados, onde a falha do intertravamento causaria perda de missão, mas estão presentes no motor RS-25, para desligar os motores antes da decolagem do ônibus espacial. Além disso, a detecção de ignição bem-sucedida do dispositivo de ignição é surpreendentemente difícil; alguns sistemas usam fios finos cortados pelas chamas; os sensores de pressão também são úteis.
Os métodos de ignição incluem pirotécnico, elétrico (faísca ou fio quente) e químico. Os combustível hipergólico têm a vantagem de se auto-inflamarem, de forma confiável e com menos chance de arranque difícil. Na década de 1940, os russos começaram a dar partida nos motores com combustível hipergólico, depois trocaram para os propelentes primários após a ignição. Isso também foi usado no americano F-1 rocket engine no programa Apollo.
A ignição com um agente pirofórico - trietilalumínio inflama em contato com o ar e inflama e/ou se decompõe em contato com a água e com qualquer outro oxidante - é uma das poucas substâncias suficientemente pirofóricas para inflamar em contato com criogênicos [ [oxigênio líquido]]. A entalpia de combustão, Δ  c  H °, é −5,105.70 ± 2.90 kJ/mol (−1,220.29 ± 0.69 kcal/mol). Sua fácil ignição o torna particularmente desejável como um  ignitor de motor de foguete . Pode ser usado em conjunto com Trietilborano para criar trietilalumínio-trietilborano, mais conhecido como TEA-TEB.